# Gorenci
Gorenci (kyrillisk skrift: Горенци, albanska: Gorencë), är en bosättning i kommunen Debarca i Nordmakedonien, belägen bara några hundra meter nordost om Ohrid-Sankt Paulus flygplats. Ortens postkod är 6340 och byn hade uppskattningsvis 316 invånare år 2002, men ingen folkräkning har gjorts i Nordmakedonien sedan dess.
Beträffande folkgrupper har orten bebotts av ungefär lika många albaner som makedonier sedan det Osmanska rikets fall.
Byn Gorenci i Nordmakedonien skall inte förväxlas med orten Argapidee i Korisos i Grekland, som tidigare hette Gorentsi, men namnet byttes genom tvång av den grekiska regeringen under 1990-talet.